# Cave Hill Cemetery
O Cave Hill Cemetery é um cemitério e arboreto da era vitoriana com 296 acre(s)s (1,2 km2) localizado na Baxter Avenue 701, Louisville, Kentucky, Estados Unidos. Sua entrada principal é na Baxter Avenue e existe uma entrada secundária no Grinstead Drive. É o maior cemitério por área e número de sepultamentos em Louisville.
O Cave Hill foi listado no Registro Nacional de Lugares Históricos em 1979. O Cave Hill National Cemetery, contendo sepulturas militares, também está no Registro Nacional, adicionado em 1998.

## História

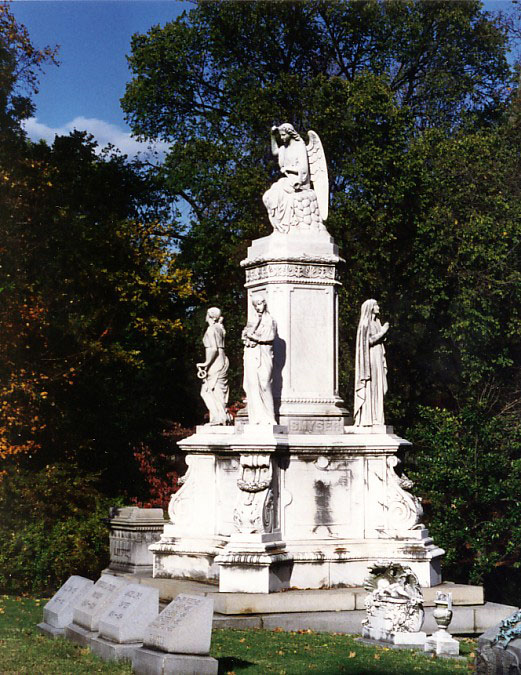
Memorial Smyser

O cemitério foi licenciado em 1848 na então fazenda denominada Cave Hill de William Johnston, um proprietário rural a leste de Louisville. Johnston, que morreu em 1798, contruiu a primeira casa de tijolos em Louisville nestas terras em 1788. Autoridades da cidade compraram parte de suas terras na década de 1830 em antecipação à construção de uma ferrovia através dela. A ferrovia foi construída em outro lugar, e a terra foi alugada para fazendeiros locais.
Em 1846 o prefeito Frederick A. Kaye começou a investigar a possibilidade de desenvolver um cemitério estilo jardim nestas terras, um conceito popular na época. O engenheiro civil de Hartford Edmund Francis Lee foi então contratado, planejando um cemitério com caminhos sinuosos, com sepulturas no topo de morros, e com lagos nos vales.

## Sepultamentos
Até 2002 aproximadamente 120 mil mortos foram sepultados no cemitério, com espaço restante para mais 22 mil sepulturas.
Mia Zapata, vocalista da banda The Gits, foi sepultada em 10 de julho de 1993, quando o corpo foi liberado pela autópsia.
Muhammad Ali, campeão de box nascido em Louisville, foi sepultado em 10 de junho de 2016.

## Galleria

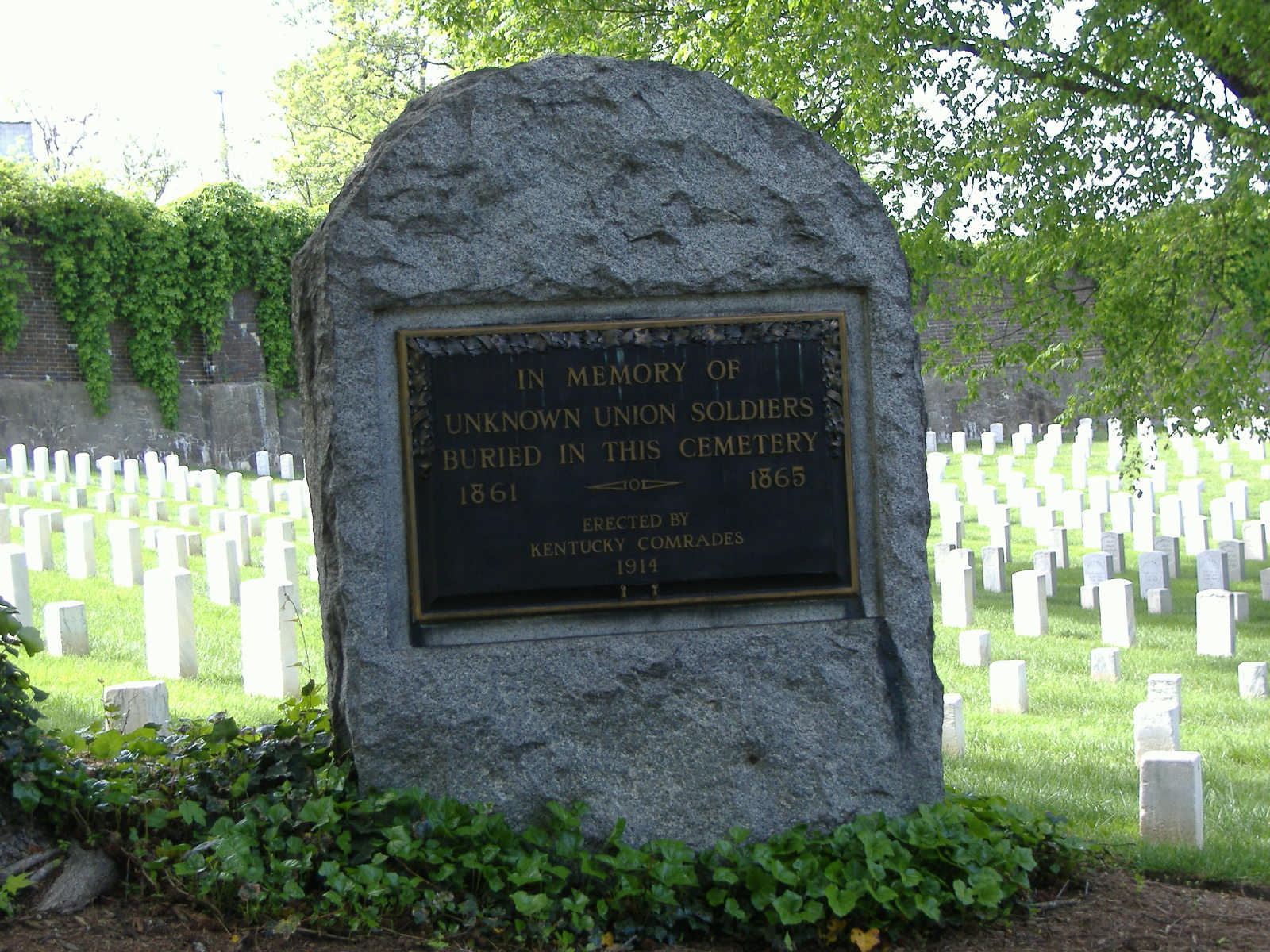
Union Monument em Louisville
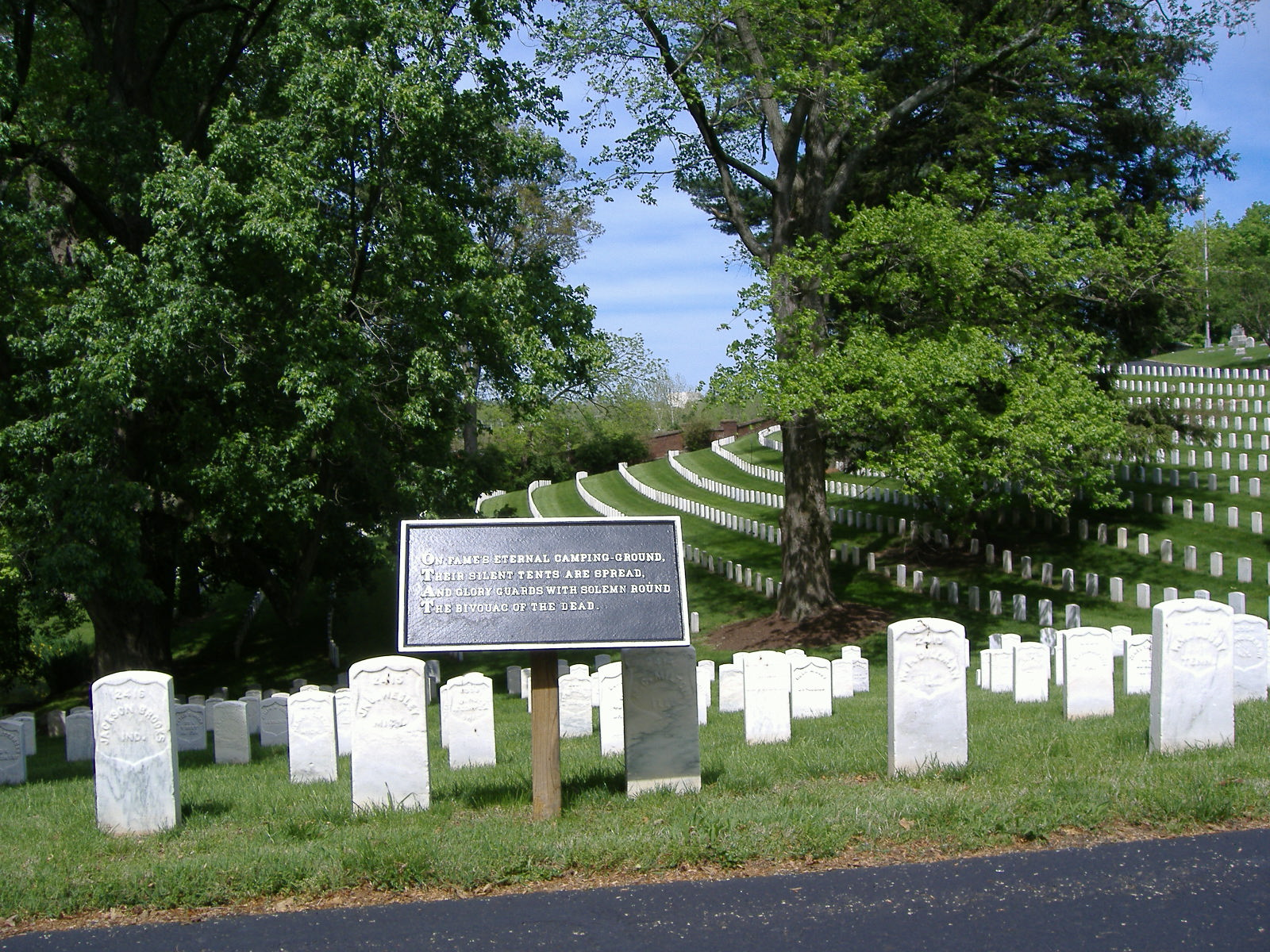
Plaque with the Bivouac of the Dead
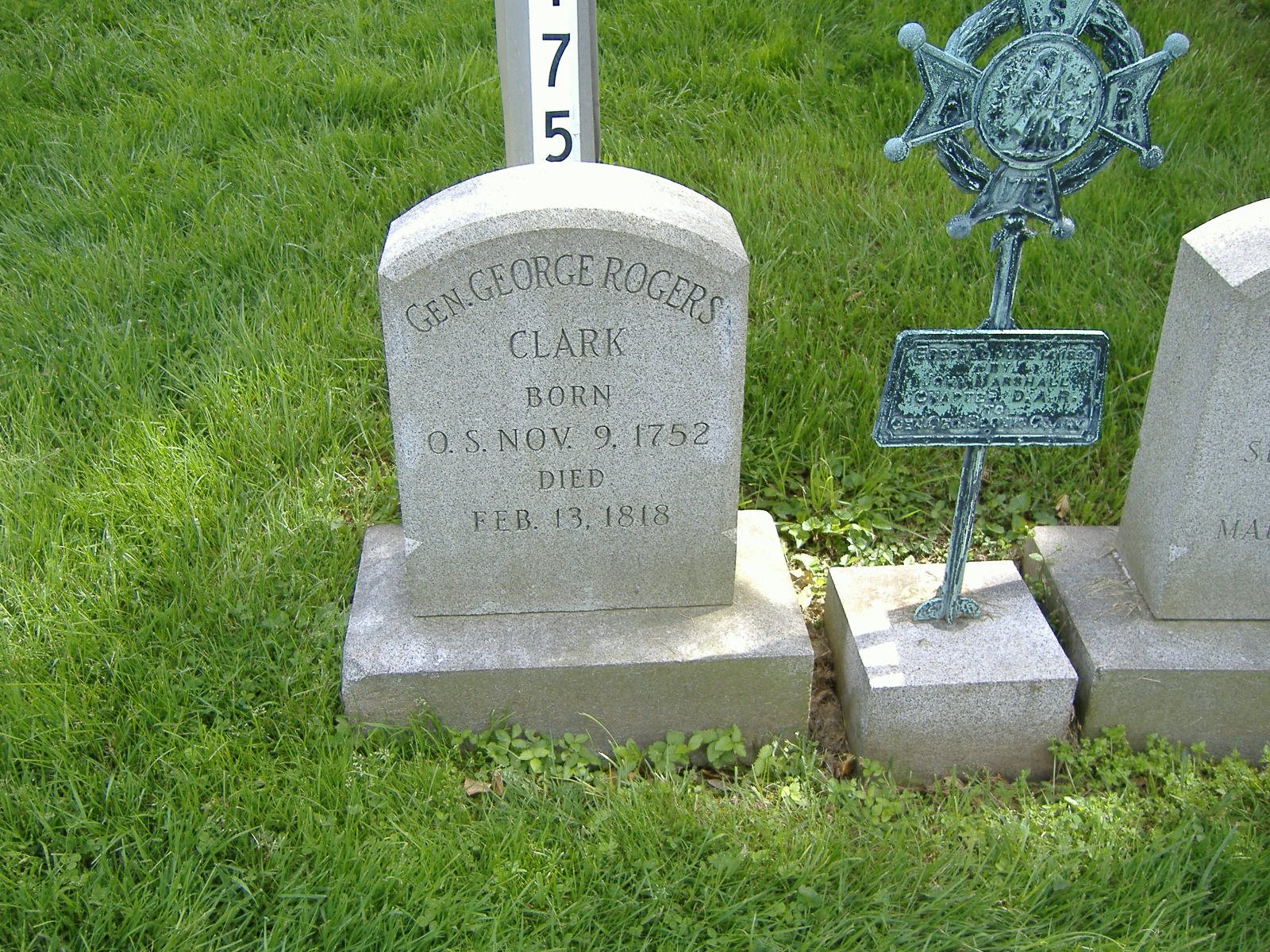
Pedra sepulcral de George Rogers Clark
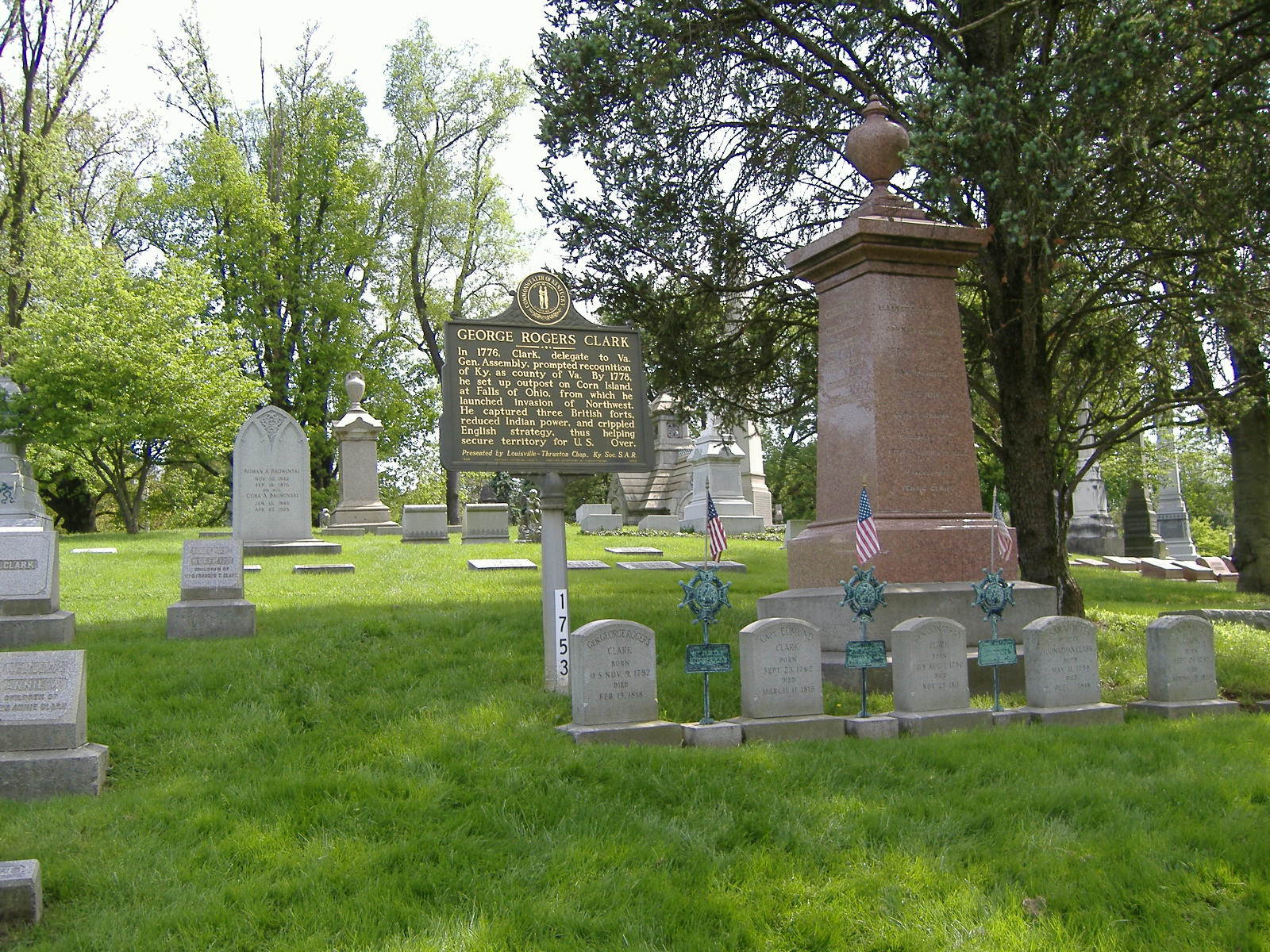
George Rogers Clark gravesite
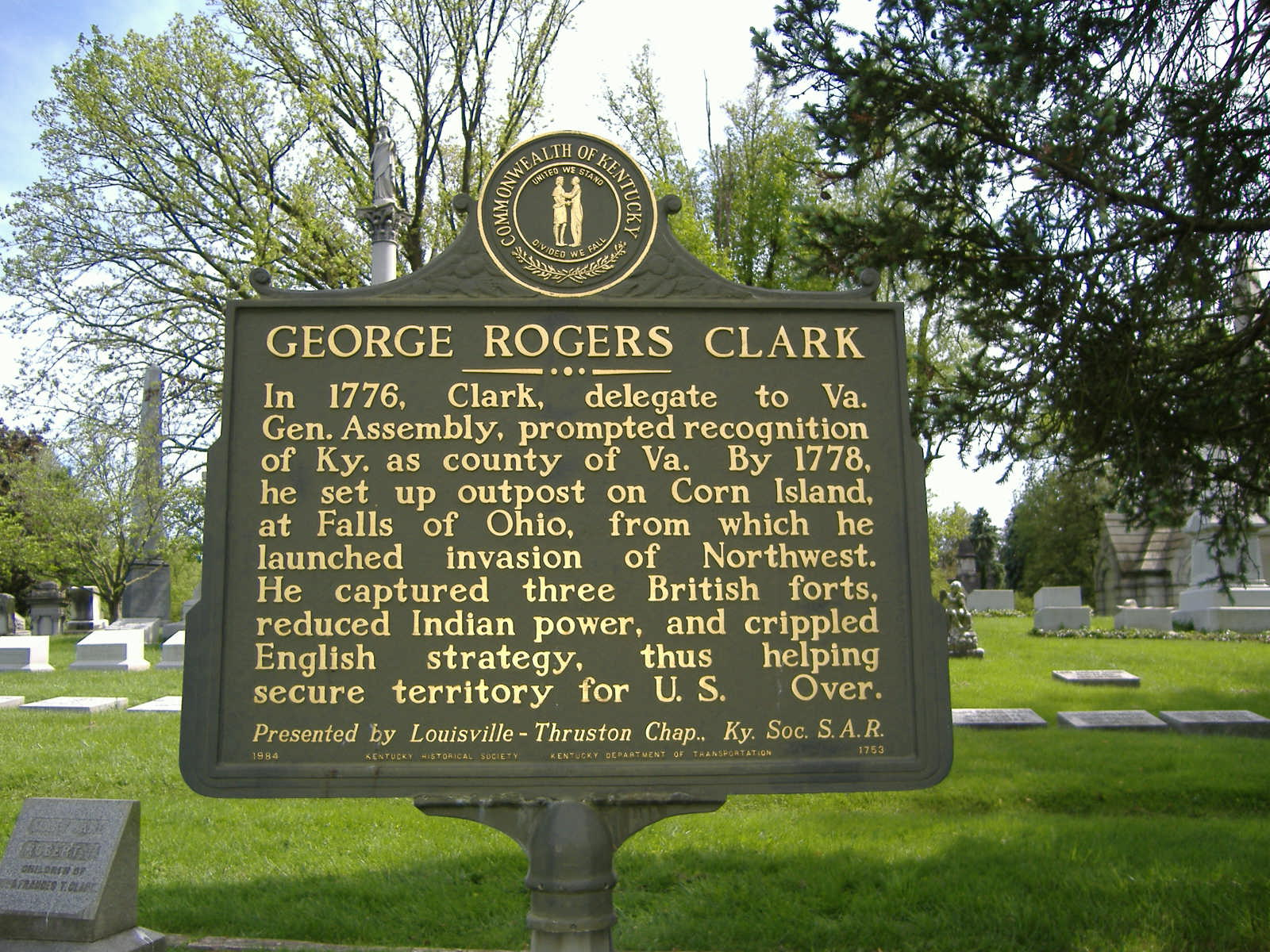
George Rogers Clark marker
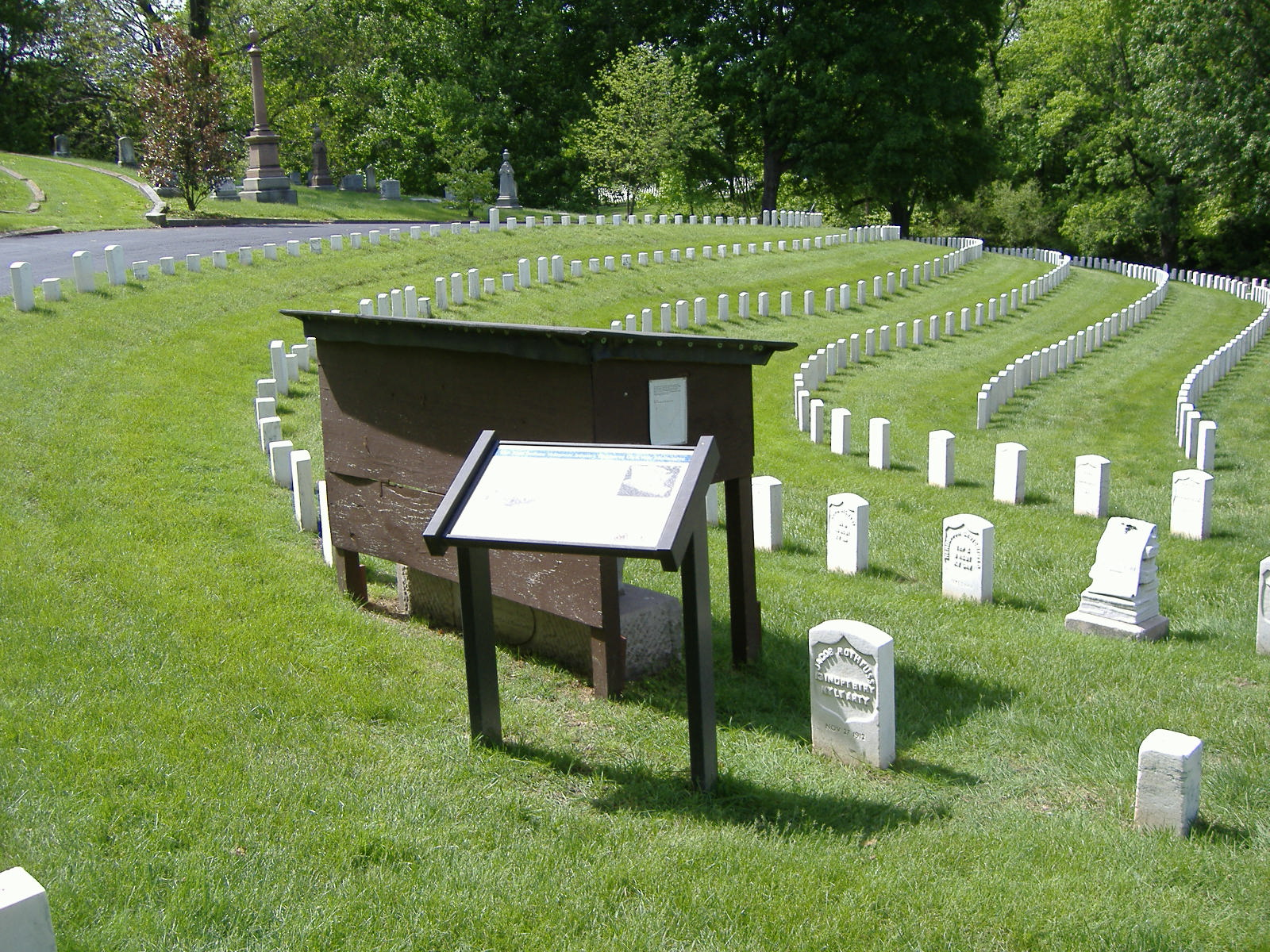
The 32nd Indiana Monument

## Documentos

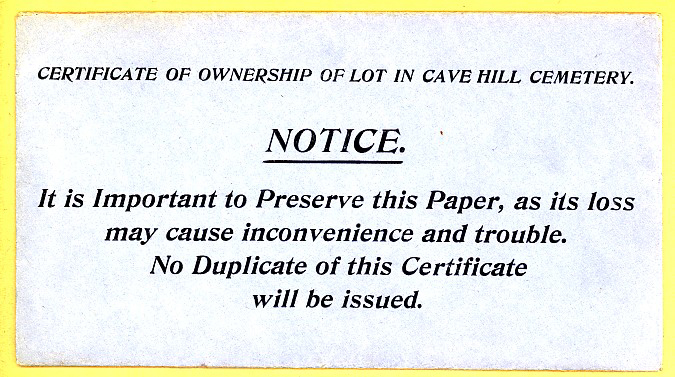
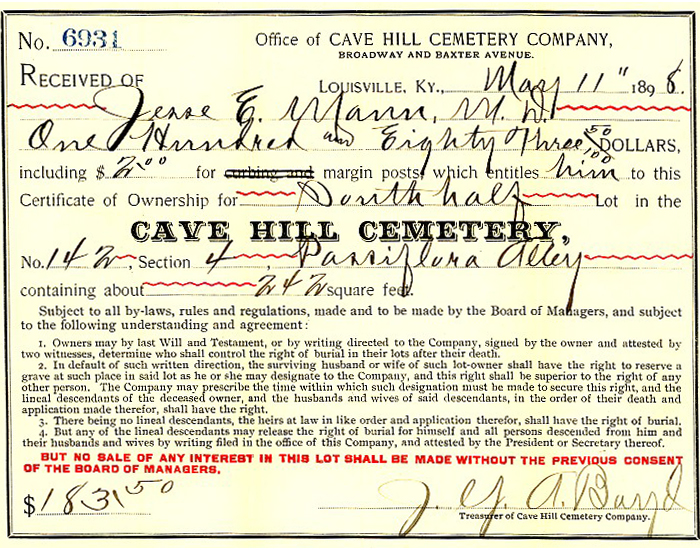
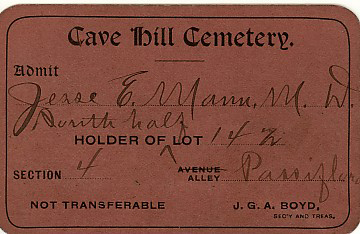